# Graphomyia cyanea
Graphomyia cyanea är en tvåvingeart som först beskrevs av Zetterstedt 1845.  Graphomyia cyanea ingår i släktet Graphomyia och familjen spyflugor.
Artens utbredningsområde är Sverige. Inga underarter finns listade i Catalogue of Life.